# Caligus curtus
Espèce
Synonymes
- Caligulus elegans
- Caligus elegans van Beneden, 1851

Caligus curtus est une espèce de crustacés copépodes de l'ordre des Siphonostomatoida et de la famille des Caligidae. C'est l'espèce type de son genre.
C'est un parasite de la morue de l'Atlantique.